# Annibale Padovano
Annibale Padovano (1527 – 15 de marzo de 1575) fue un compositor y organista italiano de la Escuela de Venecia. Fue uno de los primeros impulsores de la toccata para teclado.

## Biografía
Padovano nació en Padua -de allí su apellido- pero se conoce muy poco de sus primeros años. El primer registro que lo menciona data del 30 de noviembre de 1552, cuando es nombrado primer organista de la basílica de San Marcos, con un salario anual de 40 ducados. Permaneció en el puesto hasta 1565. Durante aquella época la basílica empleó a un segundo organista, Claudio Merulo, con quien interpretaban simultáneamente en dos órganos separados dentro del espacio de la basílica. Esta circunstancia constituye una de las claves de la música de la escuela de Venecia, que se caracterizó por el uso de coros e instrumentos separados para producir efectos de contrapunto. Merulo asumió el rol de primer organista al irse Padovano en 1566.
En ese año deja Venecia para ir a la corte de los Habsburgo en Graz, donde en 1570 ocupó el cargo de director musical. Falleció allí cinco años más tarde.

## Obra
Si bien Padovano publicó un libro de motetes, uno de misas y dos de madrigales, se lo recuerda especialmente por su música instrumental. Fue un compositor pionero de ricercares, predecesores de la fuga; muchos de los temas que usó derivan del canto llano, pero incluyó considerable ornamentación en las líneas melódicas. Además cortaba el tema para desarrollar los motivos en una forma sorprendentemente «moderna», anticipando las técnicas del período de la práctica común.
Probablemente sus composiciones más famosas son sus toccatas, primeros ejemplos de la forma en el sentido moderno, como pieza de improvisación y profusa ornamentación. 
Durante su estadía en Baviera compuso una enorme misa a 24 voces, que utiliza tres coros de ocho voces cada uno. Esta obra se interpretó en 1568 con motivo de la boda entre el duque Guillermo V de Baviera y Renata de Lorena.